# Rapefugees
Rapefugees ist ein Kofferwort, das die englischsprachigen Begriffe rape und refugees, Vergewaltigung und Flüchtlinge, zu Vergewaltigerflüchtling verbindet. Das Wort wurde als politisches Schlagwort von deutschen rechtspopulistischen Bewegungen eingeführt und etabliert.
Der deutsche Aktivist Lutz Bachmann trug Anfang 2016 ein T-Shirt mit der Aufschrift Rapefugees not welcome – Stay Away, welches dem Refugees Welcome – Bring your Families Logo ähnelt. Der Begriff bzw. Logos mit dem Begriff Rapefugee sollen auf die sexuellen Übergriffe in der Silvesternacht 2015/16 hinweisen, die durch Gruppen junger Männer vornehmlich aus dem nordafrikanischen und arabischen Raum begangen wurden.
Die NPD verwendete den Ausdruck auf ihren Wahlplakaten. Die Staatsanwaltschaft Leipzig sah 2016 keinen Anfangsverdacht einer Volksverhetzung durch das Tragen eines derartigen T-Shirts begründet.
In Traunstein wurde hingegen Anklage erhoben. Das dortige Amtsgericht verurteilte daraufhin am 20. April 2017 einen Rentner wegen Volksverhetzung durch Verwendung des Begriffs auf Facebook und einer sexistischen Beleidigung gegen Dunja Hayali zu einer Geldstrafe von 110 Tagessätzen.
Der Begriff fand seinen Weg auch ins englischsprachige Ausland.